# 大拉波爾圖鄉
45°52′N 23°04′E / 45.867°N 23.067°E
大拉波爾圖鄉（羅馬尼亞語：Comuna Rapoltu Mare, Hunedoara），是羅馬尼亞的鄉份，位於該國西部，由胡內多阿拉縣負責管轄，面積81平方公里，海拔高度284米，2007年人口1,913，人口密度每平方公里24人。